# Irodalmi Aga Kán-díj
Az Irodalmi Aga Kán-díj a New York-i illetőségű The Paris Review irodalmi magazin szerkesztői által legjobb novellának tartott irodalmi műnek ítélt díj volt, amit minden évben kiosztottak. A díjat 2004 óta nem adják át. A díjra pályázni nem lehetett. Az első díj tulajdonosa 1000 USD jutalomban részesült. A díjat III. Aga Kán alapította, melyet először 1956-ban ítéltek oda.
Aga Kán építészeti díjat is alapított.

## Díjazottak
- 2004: Annie Proulx — The Wamsutter Wolf
- 2003: Michael Chabon —  The Final Solution
- 2002: Denis Johnson —  Train Dreams
- 2001: Maile Meloy — Aqua Boulevard
- 2000: Marcel Möring — East Bergholt
- 1999: Robert Antoni — My Grandmother's Tale of How Crab-o Lost His Head
- 1998: Will Self — Tough Tough Toys for Tough Tough Boys
- 1997: David Foster Wallace — Brief Interviews with Hideous Men #6
- 1996: Patricia Eakins — The Garden of Fishes
- 1995: A. S. Byatt — The Djinn in the Nightingale's Eye
- 1994: Rick Moody — The Ring of Brightest Angels around Heaven
- 1993: Charles D'Ambrosio — Her Real Name
- 1992: Joanna Scott — A Borderline Case
- 1991: Jeffrey Eugenides — Öngyilkos szűzek (The Virgin Suicides)
- 1990: Larry Woiwode — Summer Storms
- 1989: John Banville — The Book of Evidence
- 1987: Ben Okri — The Dream-Vendor's August
- 1985: Michael Covino — Monologue of the Movie Mogul
- 1984: Norman Rush — Instruments of Seduction
- 1983: Charlie Smith — Crystal River
- 1982: T. Coraghessan Boyle — Greasy Lake
- 1979: Norman Lock — The Love of Stanley Marvel & Claire Moon
- 1978: Dallas Wiebe — Night Flight to Stockholm
- 1977: C.W. Gusewelle — Horst Wessel
- 1976: Bart Midwood — John O'Neill versus the Crown
- 1975: David Evanier — Cancer of the Testicles
- 1974: Lamar Herrin — The Rio Loja Ringmaster
- 1973: Paul West — Tan Salaam
- 1967: Christina Stead — George
- 1965: Jeremy Larner — Oh, the Wonder!
- 1962: Albert Guerard — The Lusts & Gratification of Andrada
- 1961: Thomas Whitbread — The Rememberer
- 1958: Philip Roth — Epstein
- 1956: Gina Berriault — Around the Dear Ruin
- 1956: John Langdon — The Blue Serge Suit
- 1956: Owen Dodson — The Summer Fire (2nd Prize:)

## Lásd még
- Irodalmi díjak listája

## Külső hivatkozások
- Paris Review magazinban közölt lista a díj nyerteseiről.
- Magyar cikk gazdag emberekről.